# Прабово Субианто
Прабо́во Субиа́нто (индон. Prabowo Subianto; полное официальное имя Прабо́во Субиа́нто Джойохадикусу́мо индон. Prabowo Subianto Djojohadikusumo; род. 17 октября 1951, Джакарта) — индонезийский военный, политический, государственный и партийный деятель; президент Индонезии с 20 октября 2024 года, председатель партии «Гериндра» с 20 сентября 2014 года. Генерал-лейтенант в отставке, министр обороны Индонезии в 2019—2024 годах, командующий войск специального назначения (Копассус) в 1995—1998 годах и стратегического резерва Сухопутных войск (Кострад) в 1998 году.

## Биография
Прабово — сын индонезийского государственного деятеля и экономиста Сумитро Джойохадикусумо, зять президента Сухарто.
В ходе президентских выборов 2009 года баллотировался на пост вице-президента в паре с Мегавати Сукарнопутри (пара вышла во второй тур выборов и уступила в нём тандему Сусило Бамбанг Юдойоно — Будионо). В ходе президентских выборов 2014 года был номинирован на пост главы государства партией «Гериндра»; боролся за высший государственный пост с Джоко Видодо, проиграв последнему.
10 октября 2021 года Гериндра объявила Прабово Субианто своим кандидатом на президентских выборах в Индонезии 2024 года. 12 августа 2022 года Прабово Субианто объявил, что принял кандидатуру Гериндры для участия в президентских выборах 2024 года. Прабово объявил о своей победе на выборах 14 февраля, поскольку ранние неофициальные опросы показали, что он лидирует в первом туре голосования. 20 марта федеральная избирательная комиссия утвердила результаты и объявила его избранным президентом Индонезии.

## Семья

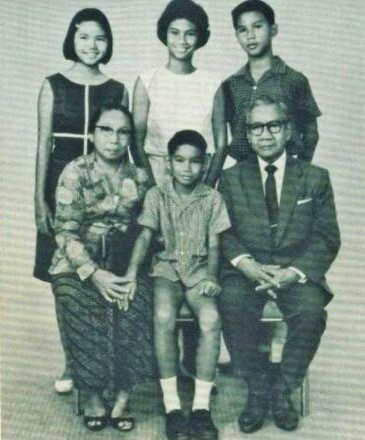
12-летний Прабово (справа во втором ряду) со своими братом, сёстрами, бабушкой и дедушкой

Родился 17 октября 1951 года в Джакарте в семье, ещё с колониального времени принадлежащей к индонезийской общественно-политической элите. По отцовской линии является отпрыском знатного яванского рода, предки имели аристократический титул «раден». Один из предков, Раден Туменгунг Баняквиде (индон. Raden Tumenggung Banyakwide), был ближайшим сподвижником принца Дипонегоро.
Дед Прабово, Маргоно Джойохадикусумо (индон. Margono Djojohadikusumo), активный участник национально-освободительного движения, был членом Исследовательского комитета по подготовке индонезийской независимости, первым руководителем Временного консультативного совета и основателем Государственного банка Индонезии. Отец, Сумитро Джойохадикусумо (индон. Sumitro Djojohadikusumo), один из основателей индонезийской экономической школы, многократно занимал различные правительственные посты при президенте Сукарно. Мать Прабово, Дора Сигар, представительница родовитой минахасской семьи, познакомилась с Сумитро во время учёбы в Нидерландах в 1945 году.
Прабово получил своё имя в честь одного из своих дядьёв, героя войны за независимость, погибшего во время битвы за Джокьякарту. Кроме него в семье был ещё один сын, Хашим Джойохадикусумо, ставший впоследствии крупным предпринимателем, а также две дочери — Бинтианингси (индон. Bintianingsih) и Майрани Эковати (индон. Mayrani Ekowati).
В 1983 году Прабово женился на дочери президента Сухарто, Сити Хедиати Харияди (индон. Siti Hediati Hariyadi). Их сын, Рагово Хедипрасетьо Джойохадикусумо, более известный как Дидит Хедипрасетьо (индон. Didit Hediprasetyo), работает дизайнером; в прошлом жил в Бостоне, ныне живёт в Париже.
Помимо родного индонезийского языка, Прабово говорит на баньюмасанском диалекте яванского языка — родного языка своего отца, и свободно владеет английским, нидерландским, французским и немецким языками. Он также имеет ограниченные познания в арабском языке, который он освоил во время своего пребывания в Иордании.

## Военная карьера

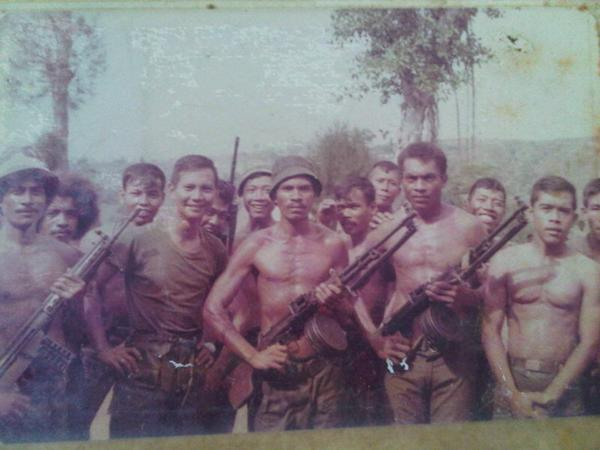
Прабово (второй слева) в Восточном Тиморе

В 1970 году поступил в Военную академию Индонезии в Магеланге, в 1974 году окончил её. Был однокурсником будущего президента Индонезии Сусило Бамбанга Юдойоно.
В 1976 году во время операции Нангала (индон. Nanggala), проводимой Вооружёнными силами Индонезии против восточнотиморских партизан, был назначен командиром Группы 1 войск специального назначения, в свои 26 лет став самым молодым среди командиров, участвовавших в операции. Возглавлял операцию по захвату премьер-министра Восточного Тимора и вице-председателя Революционного фронта за независимость Восточного Тимора (Фретилин) Николау ду Реиш Лобату. Большую помощь при проведении этой операции оказал Прабово брат Николау, Антониу Лобату. 31 декабря 1978 года Николау Лобату скончался от пулевого ранения в живот, попав в засаду, устроенную солдатами Прабово.
В 1985 году Прабово был направлен на американскую военную базу Форт-Беннинг, где проходил диверсионную подготовку.
В начале 1990-х годов был генерал-майором и командиром Группы 3 войск специального назначения. На этом посту активно боролся с восточнотиморскими повстанцами, используя против них нерегулярные диверсионные отряды, а также организуя в основных населённых пунктах Восточного Тимора ополчение под руководством офицеров Kopassus. Прабово неоднократно критиковали за нарушение прав человека в ходе боевых действий против повстанцев; особой критике подверглась проведённая под его руководством антипартизанская кампания 1997 года, известная как «Операция Искоренение». В то же время Прабово Субианто создавал в Восточном Тиморе проиндонезийское военизированное ополчение Gardapaksi, куда привлекалась молодёжь криминального толка. В 1999 году, во время восточнотиморского кризиса, боевики Aitarak во главе с Эурику Гутерришем нанесли сильные удары по сторонникам независимости.
В 1996 году Прабово руководил операцией «Пембеасан Сандера Мапендума», целью которой было освобождение 11 исследователей, взятых в заложники Движением за свободное Папуа. В числе заложников было пятеро индонезийцев, четверо британцев, один голландец и его беременная жена-немка; ещё двое заложников-индонезийцев были убиты незадолго до начала спасательной операции. Операция получила скрытую поддержку со стороны британского военного атташе и ветерана SAS полковника Айвора Хелберга (индон. Ivor Helberg). Впоследствии действия Прабово были подвергнуты критике, так как во время операции на индонезийском военном вертолёте, с целью ввести в заблуждение повстанцев, был изображён красный крест.
20 марта 1998 года Прабово был назначен главой командования стратегического резерва Сухопутных войск.

## Свержение Сухарто

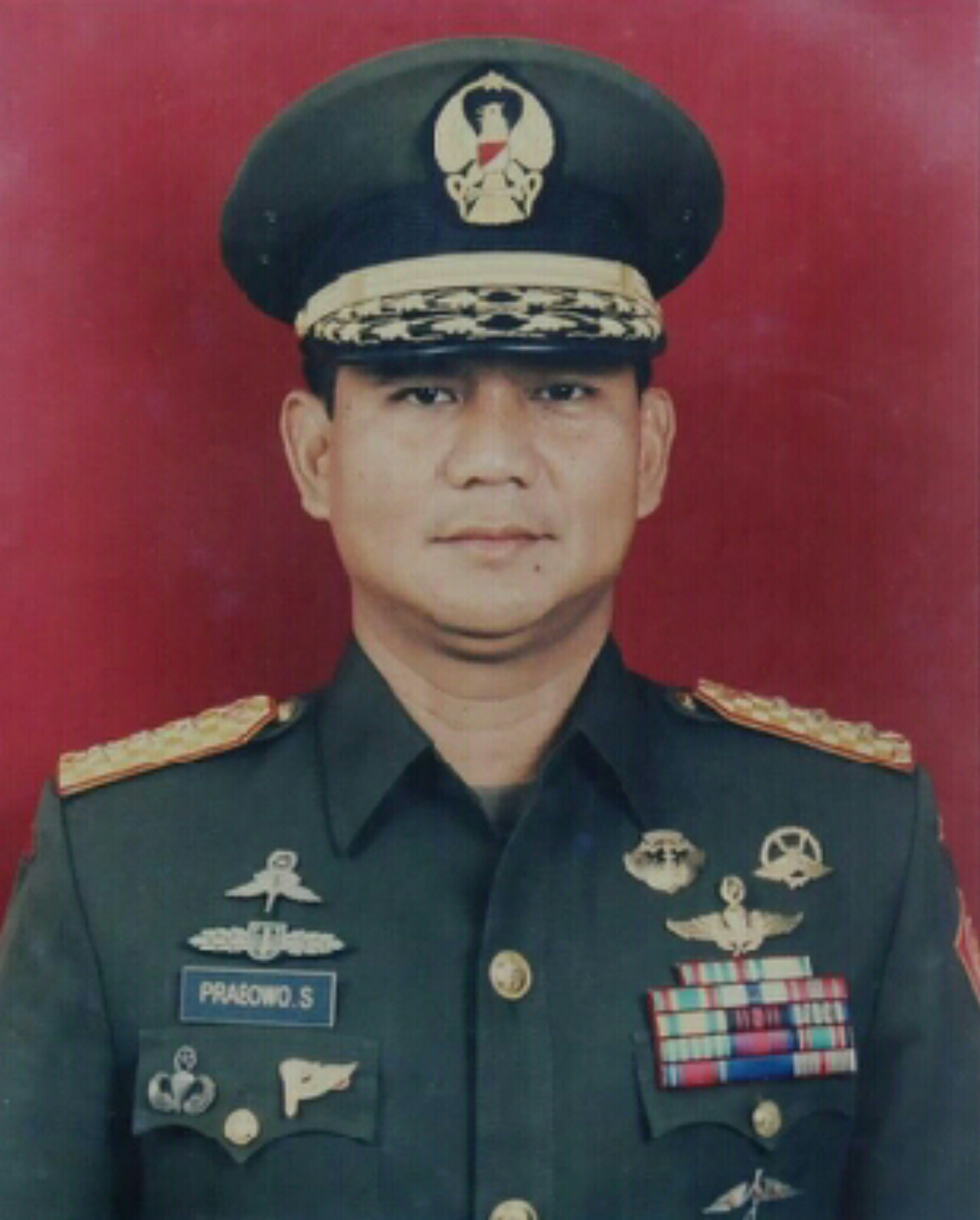
Прабово в форме генерал-лейтенанта

В результате Азиатского финансового кризиса 1997 года индонезийская экономика вступила в фазу острейшего спада, что привело к росту недовольства авторитарным правлением президента Сухарто. В мае 1998 года в Джакарте начались беспорядки, участники которых требовали отставки Сухарто. Прабово попросил у главнокомандующего Вооружёнными силами генерала Виранто разрешение на ввод войск стратегического резерва в столицу, однако получил отказ. Тогда по приказу Прабово в Джакарту вошли части Копассус, переброшенные из столицы Восточного Тимора Дили и суматранского города Лампунга. В своём обращении к нации Прабово призвал индонезийцев поддержать усилия армии по борьбе с демонстрантами, назвав последних «предателями нации». Однако поскольку к тому времени Прабово уже не был командующим войск специального назначения, использование им сил Копассус для подавления беспорядков впоследствии стало поводом для его обвинения в нарушении субординации, а также в стремлении скомпрометировать Виранто и самому занять пост главнокомандующего ВС с прицелом на президентское кресло. Кроме того, Прабово обвинялся в организации похищений и пыток по крайней мере 22 (из них лишь 9 впоследствии дали о себе знать, остальные 13 были признаны пропавшими без вести) активистов антисухартовского движения, произведённых за несколько месяцев до начала беспорядков. Сам Прабово отрицал все обвинения, в частности, возлагая ответственность за ввод войск в столицу на командующего столичным военным округом Шафри Шамсуддина и не признавая своего присутствия на совещании ряда руководителей ВС и гражданских деятелей, прошедшей 14 мая в штаб-квартире Кострад, где обсуждались возможные насильственные действия против протестующих. Присутствие Прабово на этом совещании подтверждается свидетельствами известных правозащитников Аднана Буюнга Насутиона и Бамбанга Виджоянто, также присутствовавших там. На парламентских выборах 2009 года двое из числа похищенных стали кандидатами от партии «Гериндра», а третий служил советником Прабово по связям со СМИ.
21 мая 1998 года под давлением протестующих Сухарто объявил о своей отставке с поста президента. Его преемником стал вице-президент Бухаруддин Юсуф Хабиби. Во второй половине дня 22 мая Прабово потребовал от Хабиби назначить его на пост главнокомандующего ВС, однако Хабиби отказался и вскоре отправил Прабово в отставку с поста командующего Кострад. Прабово попытался повлиять на нового президента силовыми методами, приказав верным ему войскам Кострад блокировать президентский дворец, однако вскоре снял блокаду, вняв настоятельному совету Сухарто. Было проведено расследование, по итогам которого он признал свою ответственность за организацию похищений людей. В августе 1998 года он был уволен с действительной службы и отправлен преподавать в штабной колледж в Бандунге . Впоследствии он поселился в Иордании, где нашёл убежище у своего давнего знакомого короля Абдаллы II, которого знал ещё с того времени, когда последний командовал иорданским спецназом.

## Бизнес
После увольнения с военной службы Прабово занялся бизнесом, став партнёром своего брата Хашима Джойохадикусумо. Он приобрёл целлюлозную компанию Kiani Kertas, расположенную в городе Манкаджан (индон. Mangkajang) на Восточном Калимантане, и переименовал её в Kertas Nusantara; до этого компания принадлежала Бобу Хасану, предпринимателю китайского происхождения, имевшему тесные связи с Сухарто. К настоящему времени группа компаний Прабово Nusantara Group включает в себя 27 фирм; среди них особо выделяются Nusantara Energy (добыча нефти, природного газа и угля), Tidar Kerinci Agung (плантации пальмового масла) и Jaladri Nusantara (рыболовство). В 2009 году состояние Прабово оценивалось в 1,5 триллионов рупий (около 150 миллионов долларов США) и 7,5 миллионов долларов США.

## Политическая карьера

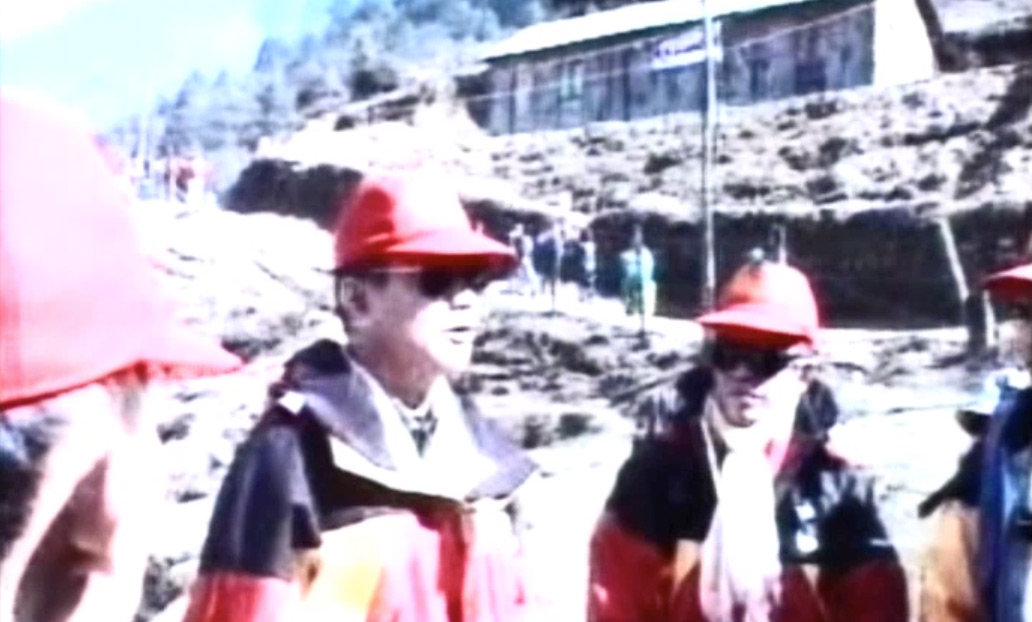
Прабово во время восхождения на гору Эверест

Во время правления Сухарто Прабово часто использовал свои связи с президентом для оказания давления на неугодных режиму и ему лично лиц и их устранения с политической арены. Так, в 1990 году усилиями Прабово и его брата Хашима был запрещён журнал Темпо, издаваемый известным журналистом и поэтом Гунаваном Мохамадом. В 1992 году Прабово имел разговор с лидером мусульманской организации Нахдатул Улама Абдуррахманом Вахидом, настоятельно посоветовав ему оставаться вне политики и прекратить критику Сухарто. Также Прабово оказал давление на исламского интеллектуала Нурхолиша Маджида, потребовав от него распустить Независимую избирательную комиссию (индон. Komisi Independen Pemantau Pemilu, KIPP) — неправительственную организацию, объявившую своей целью выявление истинных результатов проводимых в стране выборов.
В 2004 году на съезде партии Голкар Прабово был одним из претендентов на то, чтобы стать кандидатом в президенты от партии, однако получил в первом туре всего 39 голосов, заняв последнее место, и выбыл из гонки; впоследствии кандидатом от Голкар стал Виранто. В начале 2008 года он вышел из Голкар и создал партию «Движение за великую Индонезию» («Гериндра»). Партия участвовала в парламентских выборах 2009 года, получив 26 из 560 мест в Совете народных представителей. На президентских выборах 2009 года Прабово баллотировался в вице-президенты в паре с кандидатом в президенты Мегавати Сукарнопутри; по итогам выборов пара Мегавати-Прабово (известная в Индонезии как «Мега-Про») набрала 27 % голосов, уступив победу действующему президенту Сусило Бамбангу Юдойоно и его напарнику Будионо.

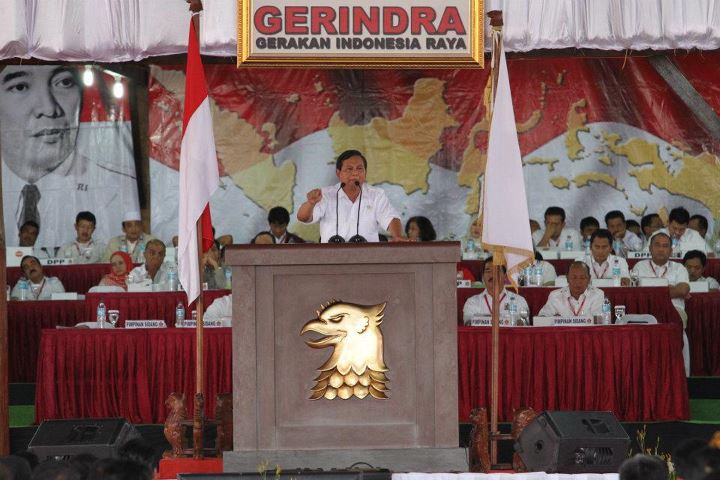
Прабово на съезде партии Гериндра, выдвинувшем его кандидатом на выборах 2014 года. Фото 2012 года

В ноябре 2011 года Прабово заявил, что примет участие в президентских выборах 2014 года. Согласно опросам общественного мнения, опубликованным в 2012 году, он имел наибольшие шансы на победу среди всех кандидатов; однако ряд наблюдателей ставит итоги этих опросов под сомнение. В марте 2012 года партия «Гериндра» приняла новый партийный лозунг — «„Гериндра“ победит, Прабово станет президентом» (индон. Gerindra Menang Prabowo Presiden).
По итогам парламентских выборов 2014 года «Гериндра» заняла третье место, что позволило Прабово претендовать на участие в президентской гонке: официально он объявил о своём участии в выборах 20 мая 2014 года. Кроме «Гериндры», кандидатуру Прабово поддержали Партия единства и развития, Партия национального мандата, Партия справедливости и благоденствия и Партия звезды и полумесяца: вышеупомянутые партии получили на выборах 48,9 % голосов и 52,1 % мест в Совете народных представителей. На стороне Прабово Субианто активно выступили такие праворадикальные организации, как Антикоммунистический фронт Индонезии, объединение ветеранов КАППИ, восточнотиморские проиндонезийские боевики Эурику Гутерриша.
Своим напарником — кандидатом в вице-президенты Прабово назвал Хатту Раджасу, бывшего министра-координатора по вопросам экономики. Соперником Прабово стал кандидат от Демократической партии борьбы Индонезии Джоко Видодо (широко известный под прозвищем Джокови), поддержанный рядом других партий.
9 июля 2014 года состоялись президентские выборы. Официальные итоги голосования были оглашены 22 июля: согласно им, победу на выборах одержал Джокови. Вечером 22 июля Джокови был провозглашён избранным президентом и начал получать поздравления с избранием от глав иностранных государств. Однако в тот же день Прабово снял свою кандидатуру, объяснив это предвзятостью при подсчёте голосов. Он назвал Индонезию страной, где не соблюдаются демократические свободы, а выборы — «массовым, структурированным и систематическим обманом», заявив также, что он и Хатта Раджаса «осуществили конституционное право отклонить итоги президентских выборов и объявить их неконституционными». Речь Прабово с критикой выборов была передана в прямом эфире по основным национальным телеканалам. Позже в СМИ появились сообщения о том, что Прабово не снимал свою кандидатуру, а лишь высказал недовольство результатами выборов и готовность оспаривать их в Конституционном суде.
Решение Прабово о снятии своей кандидатуры вызвало значительный резонанс в СМИ и экспертном сообществе. Дуглас Ремидж, руководитель индонезийского подразделения консалтинговой компании Border Asia Group, отмечает, что выборы 2014 года — первый за 16 лет, прошедших после свержения Сухарто и начала масштабных реформ прецедент по признанию итогов выборов неконституционными. Отметив, что страна вступает на «неизведанную территорию», Ремидж подчеркнул, что законность обращения Прабово в Конституционный суд не вызывает сомнений. При этом, по сообщениям индонезийских СМИ, снимая свою кандидатуру с выборов, Прабово подверг себя значительному риску: согласно действующему в стране законодательству, ему грозит тюремное заключение на срок до шести лет и штраф в размете 100 миллиардов рупий (около 10 миллиардов долларов США). Однако большинство наблюдателей не поддержало обвинение Прабово в подтасовке выборов, находя их в целом справедливыми и свободными. Так, Масвади Рауф из Университета Индонезия заявил, что на выборах не было «никаких признаков значительного мошенничества», и что снятие Прабово своей кандидатуры есть отражение «реальных отношений в среде элиты, которая ещё не готова признать своё поражение». Также обострение ситуации на выборах вызвало реакцию на бирже: курс рупии упал на 0,3 %, а индекс JSX Composite — на 0,9 %.
21 августа 2014 года Конституционный суд отклонил иск Прабово о признании итогов выборов неконституционными, подтвердив законность избрания президентом Джокови.
Образцом для подражания Прабово Субианто считает турецкого военного и политического деятеля Мустафу Кемаля Ататюрка.

### Министр обороны

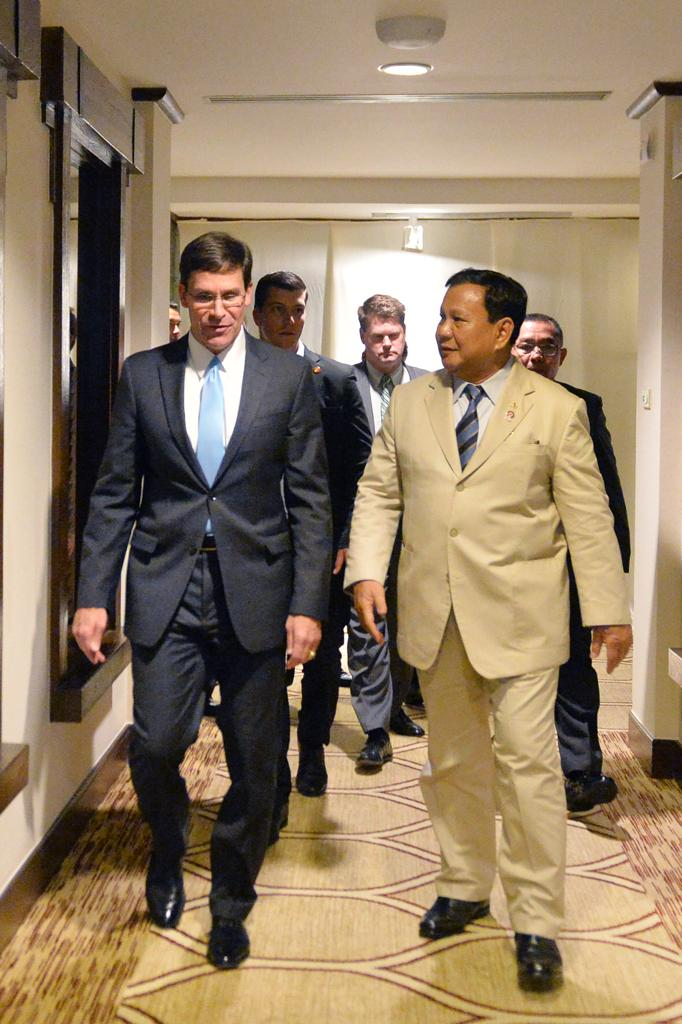
Прабово с министром обороны США Марком Эспером в ноябре 2019 года

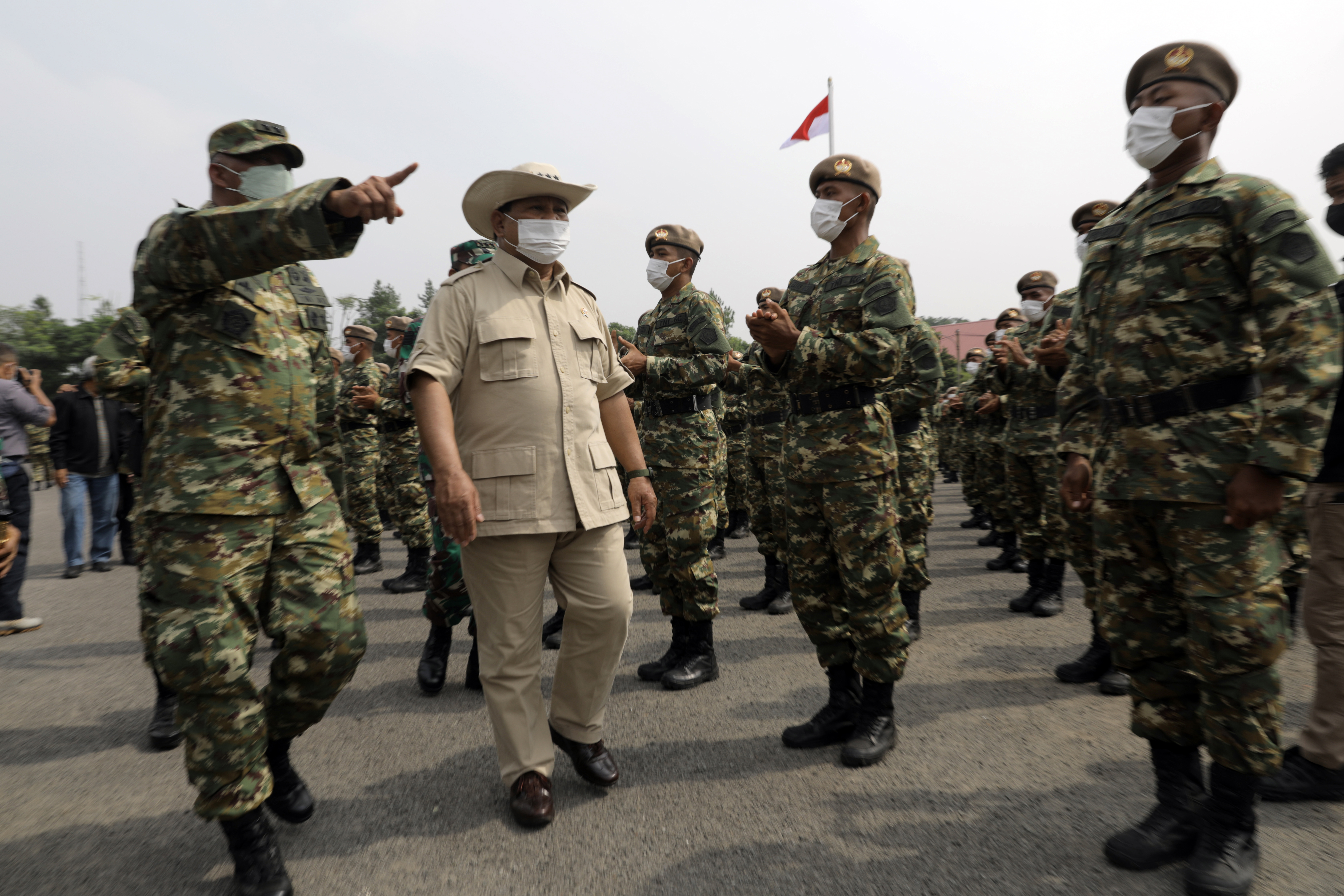
Прабово инспектирует индонезийских солдат в октябре 2021 года

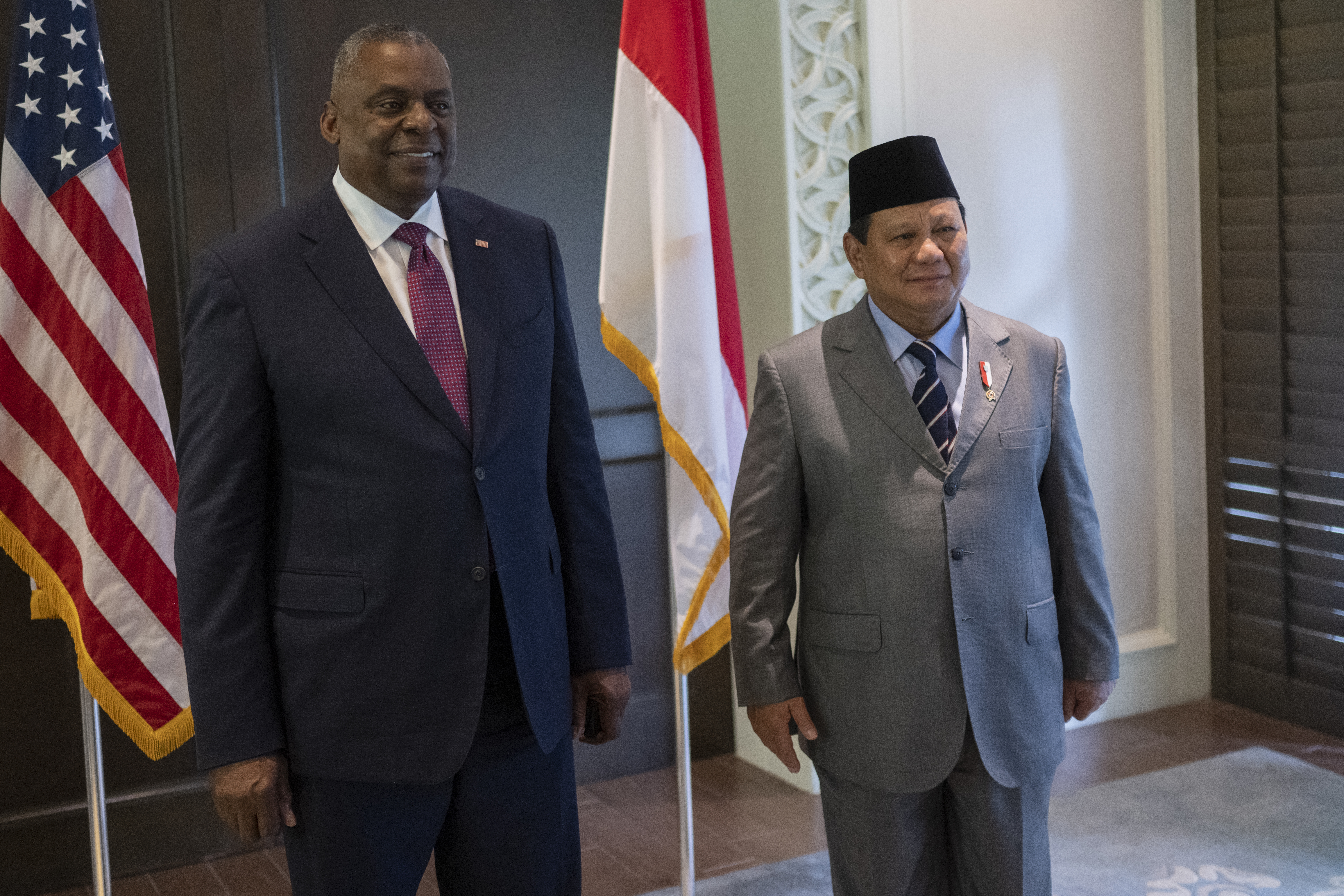
Прабово с министром обороны США Ллойдом Остином в июне 2022 года

23 октября 2019 года президент Джоко Видодо назначил Прабово министром обороны Индонезии.
Вскоре после своего назначения Прабово начал выступать за доктрину «тотальной народной войны» для национальной обороны Индонезии.
После инцидента в конце 2019 года, когда китайские суда нарушили ИЭЗ Индонезии у островов Натуна, Прабово призвал к осторожному реагированию, назвав Китай «дружественной нацией», за что пользователи сети раскритиковали его за «слишком мягкую позицию». Он также отдал приказ о развёртывании дополнительных кораблей военно-морского флота в регионе в ответ на инцидент.
Прабово планирует значительно расширить внутренние возможности Индонезии по производству боеприпасов, поскольку производственные мощности Индонезии составляют всего 450 миллионов боеприпасов в год, несмотря на ежегодный спрос в один миллиард боеприпасов. Прабово стремится укрепить вооружённые силы Индонезии путём приобретения новых истребителей, таких как General Dynamics F-16 Fighting Falcon из Соединённых Штатов и Dassault Rafale из Франции.
Несмотря на противоречивость его бездействия на острове Натуна, опрос Indo Barometer, проведённый в начале января 2020 года, показал, что Прабово является самым популярным министром в кабинете Джокови.
В октябре 2020 года Прабово посетил Соединённые Штаты, несмотря на предыдущий запрет на въезд в страну, в качестве министра обороны после того, как был приглашён своим американским коллегой Марком Эспером и ему была выдана виза. Несколько правозащитных организаций, включая Amnesty International, ранее призвали администрацию Трампа отменить визит. До этого Прабово также посетил Китай в декабре 2019 года.
3 июня 2023 года Прабово предложил мирный план из нескольких пунктов, призванный положить конец войне между Россией и Украиной, на саммите по обороне в Сингапуре. Предложение Прабово подверглось критике со стороны главы внешнеполитического ведомства ЕС Жозепа Борреля и министра обороны Украины Алексея Резникова.

### Президентские выборы 2024 года
7 января 2023 года Прабово начал свою третью президентскую кампанию на президентских выборах 2024 года. Министр обороны Индонезии Прабово Субианто одержал победу на президентских выборах с результатом 58,6 % или 96,2 млн голосов.

## Участие в неправительственных организациях
В 2004 году Прабово был избран президентом Ассоциации фермеров Индонезии (индон. Himpunan Kerukunan Tani Indonesia), в 2010 году его переизбрали на второй срок.
Индонезийская ассоциация традиционных рыночных торговцев в 2008 году избрала Прабово своим председателем.
В 2004 году Прабово стал председателем Индонезийской ассоциации пенчак силат; в 2012 году его переизбрали на третий срок.